# Praputnjak
Praputnjak és una vila de Croàcia que es troba al Comtat de Primorje – Gorski Kotar i pertany al municipi de Bakar. El patró és Sant Josep. El 2001 tenia 575 habitants.

## Personatges il·lustres
- Josip Šilović, jurista i polític croat